# Примыкание (фонетика)
Примыка́ние (также отступ) — артикуляционная особенность, влияющая на слогораздел в речи. Является одним из просодических средств языка, характеризующим слог и его элементы. Термин используется в значениях:
- дифференциального признака слабого/сильного примыкания согласного к гласному, по которому, например, в немецком языке различаются пары beten «молиться» — betten «кровати

», wen «кого» — wenn «когда»;
- акустического коррелята указанного выше дифференциального признака, выраженного в степени напряжённости при артикуляции звука;
- особенностей (характеристики) артикуляционной базы диалекта или языка.

В русском языке по типу примыкания противопоставляются севернорусские говоры, характеризующиеся сильным примыканием, и остальные говоры с литературным языком, для которых характерно слабое примыкание.
Сильное примыкание выделяется по долготе и напряжённости согласного при краткости предшествующего гласного; слабое, наоборот — по долготе гласного и ненапряжённости согласного.